# 崔麗心
崔麗心（1963年5月11日—），出生於台灣，曾是台灣知名節目主持人。曾以電視節目《女人女人》獲得1990年與1992年的電視金鐘獎綜藝節目主持人獎。她的弟弟崔企川曾任中天電視新聞部政治組召集人及中天新聞主播，是2013年紀錄片《看見台灣》的編劇。
崔麗心祖籍天津，為外省第二代，是中國國民黨的支持者，曾多次為國民黨籍候選人站台助選，如2008年的馬英九和2014年的朱立倫等。擔任韓國瑜執政下的高雄市國際大使等。
她與其夫李振稼育有一子一女。好友有張雅琴（新聞主播）、丁曉雯（資深音樂人）、趙樹海（歌手、主持人）、趙寧等人。

## 生平
崔麗心的父親崔可耆是中華民國海軍軍官，母親則是煙台人。崔麗心幼時在基隆市暖暖區長大，她是家中的第二個孩子、也是唯一的女兒。其後崔家搬家至台北市內湖區。
1982年就讀北一女時，崔麗心是北一女的儀隊分隊長；就讀淡江大學法文系時，1985年底，崔麗心參加台視節目《強棒出擊》的「強棒十美」票選活動獲得「最上鏡頭獎」被星探注意，也在1985年雜誌《大人物》創刊號中入選「校園十大美女」。大學三年級暑假時，拍攝了嬌生公司洗髮精廣告；同時經丁曉雯推薦，與趙樹海共同主持中視節目《大家一起來》，開始聲名大噪。大學畢業後，原本想放棄演藝圈、投考空姐，但因為近視度數太深不合格，於是回到演藝圈主持節目，曾短期擔任中視新聞晨間主播。
1990年，崔麗心與交往7年的中美兄弟製藥第三代林志隆解除婚約。1991年12月1日，崔麗心與交往三年的中視導播李振稼結婚，李振稼比崔麗心年長十歲。1990及1992年，崔麗心以《女人女人》兩度獲得電視金鐘獎綜藝節目主持人獎。
1997年，崔家從台北市內湖區搬到台北市士林區天母。2004年，李振稼工作滿25年退休，崔麗心隨夫移民加拿大溫哥華，崔麗心主持的華視塊狀節目《圓滿任務》與華視帶狀節目《幸福百分百》均由賈永婕接手主持。2013年4月2日，崔麗心說，再過三年，等女兒Evonne上大學，會與李振稼搬回台灣定居以就近照顧父母。

### 爭議事件
- 2005年涉入食品偽冒藥品廣告案。[17]

## 作品
主持
| 年份                                   | 頻道                     | 節目                                                                                  | 備註                                             |
| -------------------------------------- | ------------------------ | ------------------------------------------------------------------------------------- | ------------------------------------------------ |
|                                        | 中視                     | 綜藝節目《螢幕熱線》                                                                  |                                                  |
| 綜藝節目《周末開心棒》                 | 中視                     | 第一代主持人                                                                          |                                                  |
| 綜藝節目《幾多錢》                     | 中視                     | 與龐祥麟主持                                                                          |                                                  |
| 綜藝節目《信心100》                    | 中視                     | 與徐風、曹西平主持                                                                    |                                                  |
| 綜藝節目《六燈獎》                     | 中視                     | 與寇紹恩同任末代主持人                                                                |                                                  |
| 社教節目《六燈獎健康專欄：我們的身體》 | 中視                     |                                                                                       |                                                  |
| 社教節目《大開眼界》                   | 中視                     | 第二代主持人                                                                          |                                                  |
| 社教節目《誰拿第一》                   | 中視                     | 與龐祥麟主持                                                                          |                                                  |
| 社教節目《文化千秋》                   | 中視                     |                                                                                       |                                                  |
| 兒童節目《童話世界》                   | 中視                     | 第一代主持人                                                                          |                                                  |
| 社教節目《女人女人》                   | 中視                     | 與趙寧主持                                                                            |                                                  |
| 綜藝節目《歡樂八點見》                 | 中視                     | 與巴戈同任第一代主持人                                                                |                                                  |
| 綜藝節目《飛躍黃金線》                 | 中視                     | 與黃安同任後期主持人                                                                  |                                                  |
| 特別節目《愛心之島》                   | 中視                     | 《聯合晚報》十週年社慶園遊會，與巴戈主持                                              |                                                  |
|                                        | 華視                     | 綜藝節目《江山萬里情》                                                                | 與曹啟泰同任第一代主持人，與巴戈同任第二代主持人 |
| 綜藝節目《今夜滿天星》                 | 華視                     | 與曹啟泰主持                                                                          |                                                  |
|                                        | 飛梭綜藝台               | 綜藝節目《巨登之星名車唱將排行榜》                                                    | 與安迪搭檔主持                                   |
|                                        | 八大綜合台               | 《少年檔案》                                                                          |                                                  |
| 2002年                                 | 新傳媒8頻道              | 遊戲節目《智者生存》                                                                  |                                                  |
| 1988年10月9日21:30～23:00              |                          | 僑務委員會製作中華民國國慶晚會《慶祝中華民國七十七年國慶 海內外同胞萬眾一心聯歡大會》 | 與趙樹海主持，三台聯播、中視主播                 |
|                                        |                          | 第3屆金曲獎頒獎典禮                                                                   | 與巴戈主持                                       |
|                                        | 華視與中華民國教育部合辦 | 「用愛救台灣」抗SARS晚會                                                              | 與胡瓜主持                                       |
|                                        |                          | 臺北市政府2004臺北最HIGH新年城跨年晚會                                                | 與曹啟泰、柳翰雅、大炳、唐志中主持               |

廣告
- 台灣森永製菓「森永薄燒餅乾」
- 光泉牧場「光泉乳香世家」

## 獎項

### 電視金鐘獎
| 年份   | 獲提名             | 獎項                             | 結果 |
| ------ | ------------------ | -------------------------------- | ---- |
| 1989年 | 中視《大開眼界》   | 第24屆金鐘獎綜藝節目主持人獎     | 提名 |
| 1990年 | 中視《女人女人》   | 第25屆金鐘獎最佳綜藝節目主持人獎 | 獲獎 |
| 1991年 | 中視《女人女人》   | 第26屆金鐘獎電視綜藝節目主持人獎 | 提名 |
| 1992年 | 中視《女人女人》   | 第27屆金鐘獎綜藝節目主持人獎     | 獲獎 |
| 1993年 | 中視《女人女人》   | 第28屆金鐘獎綜藝節目主持人獎     | 提名 |
| 1993年 | 華視《江山萬里情》 | 第28屆金鐘獎綜藝節目主持人獎     | 提名 |